# HD34342
HD34342 — хімічно пекулярна зоря спектрального класу A0, що має видиму зоряну величину в смузі V приблизно  8,9.
Вона  розташована на відстані близько 1482,5 світлових років від Сонця.

## Пекулярний хімічний вміст
Зоряна атмосфера HD34342 має підвищений вміст 
Si
.